# Pierre Abensur
Pierre Abensur, né en 1962 à Nice, est un photographe et reporter français vivant en Suisse.
Il collabore à La Tribune de Genève et aux autres journaux du même groupe : 24 heures et Le Matin (ex Tribune de Lausanne). Il est membre du collectif DisVoir.
Ses images sont publiées en Europe et aux États-Unis,.

## Publications
- Pierre Abensour, Juifs d'Iran : le cœur perse : photographies de Pierre Abensur, Paris, Societé nouvelle Adam Biro Musée d'art et d'histoire du Judaïsme, 2002 (ISBN 2913391184) 
 Les photographies présentées dans l'exposition et dans le catalogue sont le fruit de plusieurs séjours de Pierre Abensur auprès de la vie de la communauté juive iranienne, qui aujourd'hui réside principalement dans les villes de Téhéran, Chiraz, Ispahan et Kemansha[6].
- Pierre Abensur, Communauté chrétienne d'Irak, DisVoir, 2000[7]
- Olga Stanisławska, Pierre Abensur, Les derniers Juifs de Sarajevo, L'Arche, 1997[8]

## Expositions
- Juifs d'Iran, Le cœur perse, Musée d'art et d'histoire du judaïsme, 2002
- L'évocation documentaire (La Belle Voisine), Galerie Artraction / Université de Genève, Genève, 2009